# Nyár nélküli év
A nyár nélküli év 1816-ra utal, midőn szokatlan klíma-rendellenességek miatt a hőmérséklet a bolygón 0,4–0,7 °C-kal (0,7–1 °F) csökkent. Európában ez volt a leghidegebb nyár 1766 és 2000 között. Az északi félgömbön jelentős élelmiszerhiány lépett föl a hőmérsékletváltozás és annak következményei miatt.
Legvalószínűbb okozója a vulkanikus tél volt, ami a Holland Kelet-Indiában (ma Indonézia) található Tambora 1815-ös kitörése miatt alakult ki. Eme kitörés a legnagyobb volt a megelőző legalább 1300 évben, az 536-os vulkanikus telet okozó kitörés óta. Okozója valószínűleg a Mayon tűzhányó 1814-es aktivitása volt.

## Következmények kontinensenként
A nyár nélküli év mezőgazdasági katasztrófa volt. John D. Post „a Nyugat utolsó nagy túlélési krízisének” nevezte. Legnagyobb hatással Új-Angliára (USA), Kanada keleti partjára és Nyugat-Európa egyes részeire volt.

### Ázsia
A kitörés következtében Kínában éhínség következett be. Az áradások elpusztították a megmaradt termények túlnyomó részét. A monszunidőszak megszakadt, a Jangce-völgyet elárasztotta több árvíz is. Suangcsengben (ma Hejlungcsiang tartomány) az élelmiszerhiány miatt a hadseregből nagy számban dezertáltak a katonák. Csianghsziban és Anhujban is havazott a nyáron, míg Tajvanon, ahol trópusi éghajlat van, szintén esett hó, s Changhua városában is fagyott.
Indiában a kitörés miatt elcsúszott a monszunidőszak kezdete, ami a Gangesz-parti területeken elősegítette a kolera terjedését. A betegség Moszkvát is elérte a vulkanikus tél következtében.
Japánban, ahol sokkal óvatosabbak voltak az 1782–1788-as ínség idejének következtében, a hideg ugyan kárt tett a terményekben, de a népességet nem érintette a hosszabb tél.

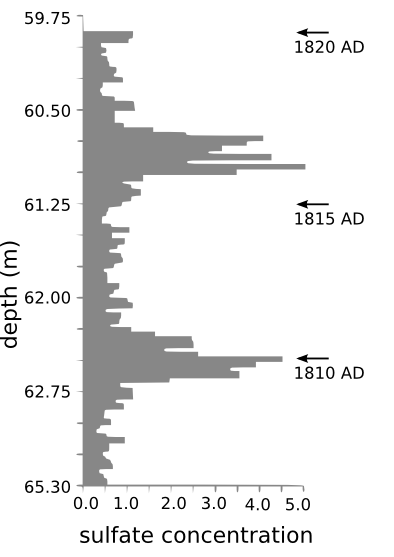
Szulfát-koncentráció Grönland jégmagjában. 1810 előtt volt egy ismeretlen kitörés. Az 1815-öt követő csúcspontot a Tambora kitörése okozta

Napjainkban már elfogadott tény, hogy a vulkanikus tél a Tambora 1815-ös kitörése miatt történt. A vulkánkitörési indexen 7-es értékelést kapott és legalább 100 km3 törmeléket termelt. A történelem egyik legnagyobb kitörése volt, egy szinten a minószi kitöréssel (i. e. 1600), a Hatepe-kitöréssel (180), a Paektu-kitöréssel (946) és az 1257-es Szamalasz-kitöréssel.
Az időszakban több vulkánkitörés is volt, amiknek értékelése legalább 4-es volt, ezek következtében sok törmelék került a légkörbe. Ahogy az nagy vulkánkitörések után megszokott, a hőmérséklet világszerte visszaesett, hiszen kevesebb fény tudott átjutni a sztratoszférán.
Egy 2012-es elemzés szerint a hőmérséklet közel 1 fokkal esett vissza világszerte.
A Föld egyébként is éppen lehűlés időszakában (kis jégkorszak) volt, ami a 14. században kezdődött. A jégkorszak maga is hatással volt Európára, amit felerősített a Tambora-kitörés, ami a kis jégkorszak vége felé történt.
Ezek mellett a kitörés a Dalton-minimum (viszonylag alacsony napaktivitás) idejében történt meg, ami 1810 decembere és 1823 májusa között (6. napciklus) húzódott. 1816-ban rekordalacsony volt a napfoltok száma (0,1).

### Európa
A vulkanikus kitörések sorozata miatt évekig nagyon gyenge volt a termés a kontinensen, amit csak még rosszabbá tett a Tambora kitörése. A napóleoni háborúkból ocsúdó Európát nagyon rosszul érintette az élelemhiány. Az elszegényedett rétegek szenvedték meg legjobban az időszakot. Nagy-Britanniában és Írországban is tönkretette a termést az alacsony hőmérséklet és az esőzés. Wales polgárai gyakran lakhelyeiktől messze utaztak, hogy ételért kolduljanak. Észak- és délnyugat-Írországban szintén nagy volt az éhínség, miután a búza-, a zab- és a krumplitermelés is sikertelen volt az évben. Németországban szintén hasonló körülmények uralkodtak. 
Az egész kontinensen nagyon megemelkedtek az élelmiszerárak. Mivel akkoriban még nem tudták, mi okozta az éhezést és az árak megemelkedését, piacokon tüntettek a lakosok. A tüntetések később lázadásokba, gyújtogatásokba és fosztogatásokba torkollottak. A francia forradalom óta az 1816-os és 1817-es lázadások voltak a legerőszakosabb tüntetések a kontinensen. Az évszázad legnagyobb ínsége volt.
1816 és 1819 között a tífusz is elkezdett terjedni Európában, főleg Írországban, Olaszországban, Svájcban és Skóciában. Több mint 65 ezren haltak bele a nyár nélküli év által felerősített járványba.
Angliában 1659 óta ez az év volt a tizenegyedik leghidegebb, míg a nyarak közül a harmadik legalacsonyabb hőmérsékletű volt. A leghidegebb júliusnak számított. Európa nagy folyói mind kiáradtak a szokatlanul nagy mennyiségű eső és viharok miatt, míg az augusztusi fagyot is a vulkán kitöréséhez kötik. Magyarországon azévben barna színű hó esett a légkörben található vulkanikus hamu miatt. Olaszország északi területein is hasonló események történtek, de itt a hó piros volt.
A kitörés utóhatásai évekig érzékelhetőek voltak, Svájcban 1816 és 1817 nyara is nagyon hideg volt, a Giétro gleccser lábánál egy jéggát alakult ki, ami 1818-ban összeomlott és a mögötte felgyülemlett víz 40 ember életét követelte.